# Yuji Kishioku
Yuji Kishioku (født 2. april 1954) er en japansk fodboldspiller.

## Japans fodboldlandshold
| Japans landshold | Japans landshold | Japans landshold |
| År               | Kmp              | Mål              |
| ---------------- | ---------------- | ---------------- |
| 1979             | 5                | 0                |
| 1980             | 5                | 2                |
| Total            | 10               | 2                |